# Brouwershaven (gemeente)
Brouwershaven is een voormalige gemeente in de Nederlandse provincie Zeeland. De gemeente ontstond op 1 januari 1961 door samenvoeging van de gemeenten Brouwershaven, Dreischor, Noordgouwe, Zonnemaire en een deel van Duivendijke. Het gemeentehuis stond in Brouwershaven. Sinds de gemeentelijke herindeling van 1 januari 1997 maakt het gebied deel uit van de gemeente Schouwen-Duiveland.
Aanvankelijk was het plan de gemeente Tergouwe te noemen, naar het voormalige water de Gouwe. Door een actie van de toenmalige burgemeester van Brouwershaven, J.L. van Leeuwen, werd de naam Tergouwe vervangen door Brouwershaven. De gemeente bestond uit de stad Brouwershaven en de dorpen Dreischor, Noordgouwe, Schuddebeurs en Zonnemaire. In 1996, een jaar voor de opheffing, had de gemeente Brouwershaven 3891 inwoners; de oppervlakte bedroeg 91,22 km², waarvan 44,16 km² water.
Het gemeentewapen, hetzelfde als van de stad Brouwershaven, werd bevestigd op 9 juni 1961. De gemeentevlag bestond uit een gouden ruit, ontleend aan het ruitschild op de borst van de adelaar in het wapen van Brouwershaven. De linkerbovenhoek was rood, naar de leeuw in het wapen van Brouwershaven. De overige hoeken waren blauw doordat dit de overheersende kleur was van de wapens van Dreischor, Zonnemaire en Noordgouwe. De vlag werd bevestigd door de gemeenteraad op 30 mei 1988.